# Dornier Do 11
Dornier Do 11 là một mẫu máy bay ném bom tầm trung của Đức, nó được phát triển trong bí mật vào đầu thập niên 1930. Ban đầu mẫu máy bay này có tên gọi là Dornier F trước khi được đổi tên bởi Reichsluftfahrtministerium (RLM - Bộ không quân Đế chế) năm 1933 và nó được coi như một máy bay ném bom hạng nặng vào lúc đó. Bắt đầu hoạt động trong các đơn vị từ năm 1932, một phần mở rộng của dòng thiết kế máy bay ném bom này được áp dụng trên Dornier P năm 1930 và Dornier Y năm 1931. Sau đó thiết kế của Do 11 cũng được sử dụng trên Dornier Do 13 và Dornier Do 23.
Một trong những đặc tính chính của Do 11 khi thử nghiệm và bộ bánh đáp có thể co rút được, nhưng vì những vấn đề với nó, nên thường được để yên không cho dịch chuyển. Máy bay bắt đầu hoạt động dưới lớp vở máy bay vận chuyển hàng hóa, và được sử dụng cùng với đường sắt của Đức chúng với hãng Deutsche Luft Hansa, do đó nó được xuất hiện công khai. Thật ra Do 11 được sử dụng như một máy bay huấn luyện cho Không quân Đức. Máy bay có một số vấn đề đã dẫn đến một số sự cố, và nói chung loại máy bay này không phổ biến với những phi công. Đặc biệt là những rung lắc của cánh khó hiểu đã dẫn đến những cải tiến và đề phòng. Những nỗ lực để sửa chữa đã thất bại, kết quả của những nỗ lực đó là Do 11D, kiểu cuối cùng của dòng Do 11.
Do 13 là Do 11 "đơn giản hóa" và được phát triển sau, nhưng có rất nhiều vấn đề đã tồn tại với Do 13 và nó không hoàn toàn được đưa vào hoạt động, chỉ có một số máy bay được chế tạo. Sau đó Do 23 đã sửa chữa nhiều lỗi của thiết kế, nhưng vẫn còn là một máy bay không hoàn thiện, và đã bị rút khỏi biên chế năm 1936 và bị thay thế bởi những máy bay hiện đại hơn được phát triển sau. Do 11 chỉ được ghi nhớ như một máy bay hoạt động trong bí mật và là máy bay ném bom hạng nặng chính do Luftwaffe (không quân Đức) lặng lẽ phát triển, chỉ tồn tại trong một thời gian ngắn. Đây cũng là máy bay đầu tiên có hai động cơ lớn trái với mẫu tiền nhiệm là Dornier Y sử dụng 3 động cơ, và Dornier P sử dụng 4 động cơ.

## Các phiên bản
- Do 11C:
- Do 11D:

## Thông số kỹ thuật (Do 11)

### Đặc điểm riêng
- Phi đoàn: 4
- Chiều dài: 18,64 m (61 ft 3 in)
- Sải cánh: 28 m (91 ft 10 in)
- Chiều cao: 5,4 m (17 ft 8 in)
- Diện tích cánh: 111 m² (1194,4 ft²)
- Trọng lượng rỗng: 3.150 kg (6.945 lb)
- Trọng lượng cất cánh: n/a
- Trọng lượng cất cánh tối đa: 8.215 kg - 9200 kg (18.114 lb - 20283 lb)
- Động cơ: 2× Siemens Sh. 22B-2 (động cơ piston Bristol Jupiter), 442 PS (325 kw) mỗi chiếc

### Hiệu suất bay
- Vận tốc cực đại: 260 km/h (140 knots)
- Vận tốc hành trình: 125 km/h
- Tầm bay: 1.200 km (648 nm)
- Trần bay: 4.000 m (13.123 ft)
- Vận tốc lên cao: 2,3 m/s (452,76 ft/min)
- Lực nâng của cánh: 74 kg/m² (15,17 lb/ft²)
- Lực đẩy/trọng lượng: n/a

### Vũ khí
- 3 × súng máy MG 15
- 1.000 kg (2.200 lb) bom

## Nội dung liên quan

### Máy bay có cùng sự phát triển
- Dornier P
- Dornier Y
- Dornier Do 13
- Dornier Do 23

### Máy bay có tính năng tương đương
- Boeing YB-9

### Trình tự thiết kế
Do 10 -
Do 11 -
Do 12 -
Do 13 -
Do 14 -
Do 15 -
Wn 15

### Danh sách
- Danh sách máy bay quân sự của Đức
- Danh sách máy bay quân sự giữa hai cuộc chiến tranh thế giới
- Danh sách máy bay trong Chiến tranh Thế giới II
- Danh sách máy bay ném bom